# مختار فال
مختار فال (Moctar Fall) لاعب كرة قدم سنغالي من مواليد 19 يناير 1989. يجيد اللعب في مركز الوسط.